# 西部天主教大学

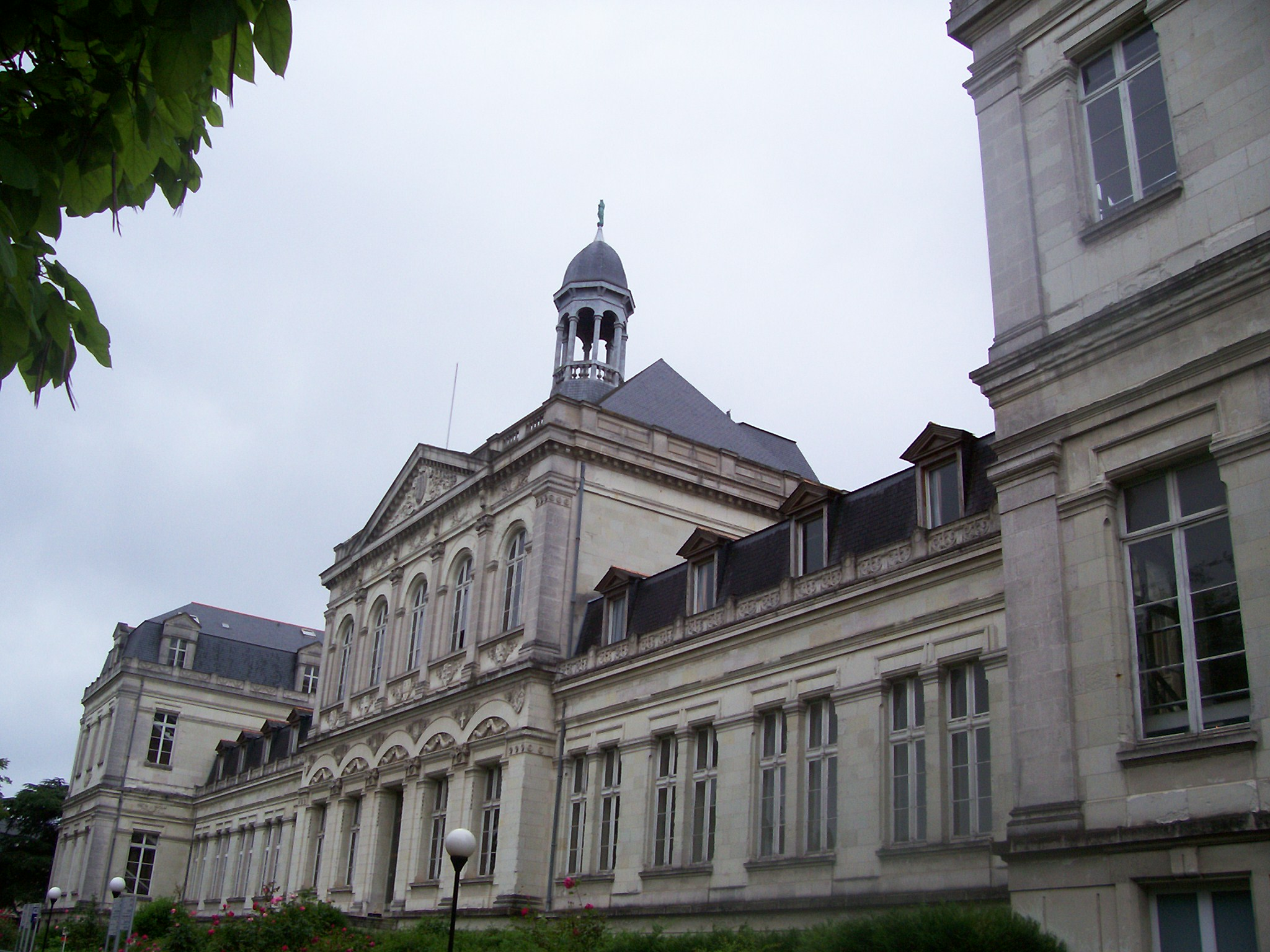
西部天主教大学

西部天主教大学（法語：Université Catholique de l'Ouest，中文简称：昂西或西天）是位于法国昂热的一所私立大学。成立于1875年。
西部天主教大学拥有法语教育中心（CIDEF）。